# ГЕС Смокі-Фолс
ГЕС Смокі-Фолс (англ. Smoky Falls Generating Station) — гідроелектростанція у канадській провінції Онтаріо. Знаходячись між ГЕС Літтл-Лонг (вище по течії) та ГЕС Гармон, входить до складу каскаду на річці Маттагамі, правій твірній річки Мус (має устя на південному узбережжі затоки Джеймс — південно-східної частини Гудзонової затоки).
У межах проєкту річку перед водоспадом Смокі-Фолс перекрили бетонною греблею довжиною 381 метр з облаштованими у ній водопропускними пристроями. Разом з розташованою праворуч у сідловині земляною греблею висотою 9 метрів та довжиною 475 метрів вона утримує витягнуте по долині річки на 7 км водосховище з площею поверхні 5,3 км2. Останнє має корисний об'єм 6,7 млн м3, що забезпечується коливанням рівня в операційному режимі в діапазоні 3,1 метра.
За 0,25 км ліворуч від греблі у 1931 році звели ще одну бетонну структуру довжиною близько 0,15 км, біля підніжжя якої облаштували машинний зал. Тут встановили чотири турбіни типу Френсіс загальною потужністю 52 МВт, які при напорі у 34,5 метра забезпечували виробництво 376 млн кВт·год електроенергії на рік. Відпрацьована вода поверталась у річку по відвідному каналу довжиною 0,4 км.
У 2014 році на заміну старого ввели в експлуатацію новий машинний зал із трьома значно потужнішими пропелерними турбінами, які мають загальний показник у 267 МВт. Цю споруду розташували між старим залом та греблею в річищі, а її значно ширший відвідний канал практично поглинув попередній.